# Monge

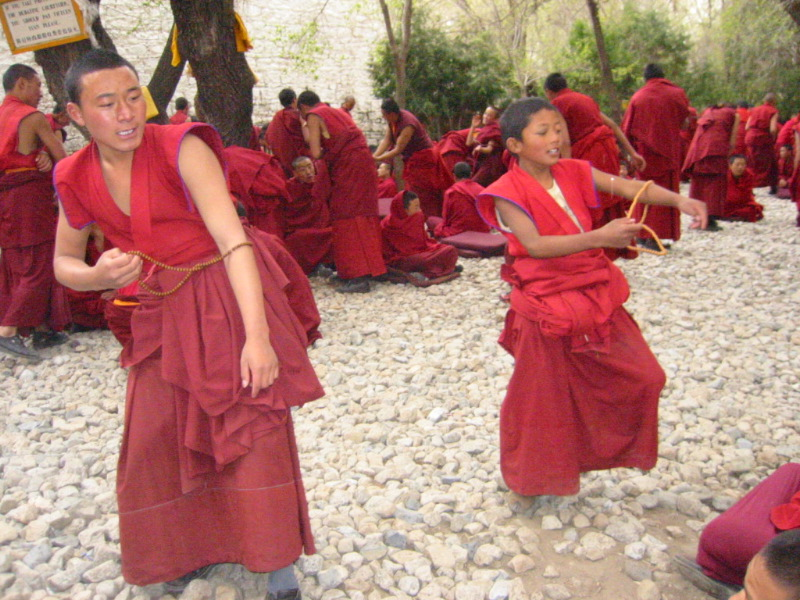
Monges budistas tibetanos

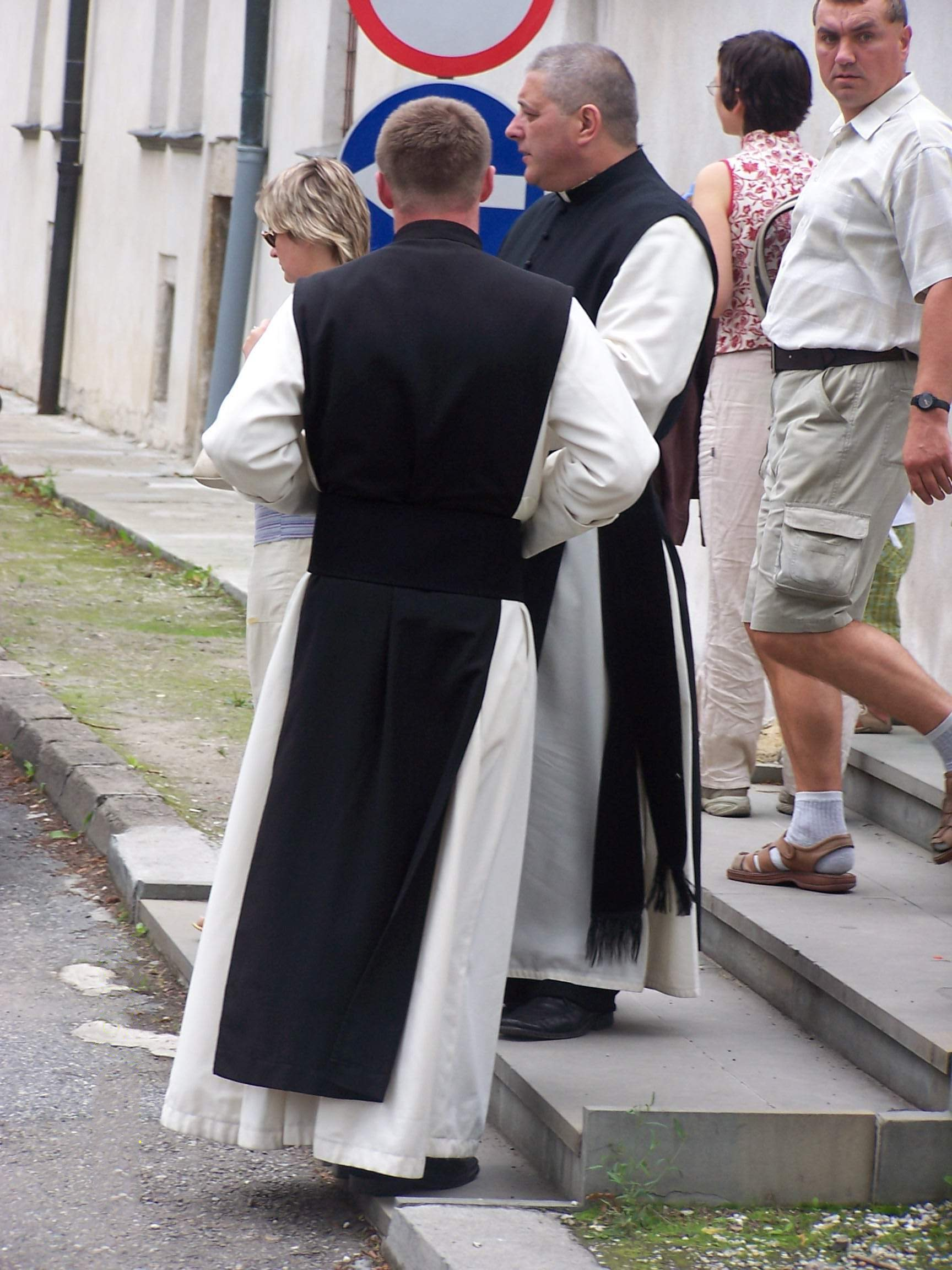
Monges cistercienses em Szczyrzyc, Polônia

Monge (feminino: monja) é uma pessoa devotada à vida monástica e clausural, que faz parte de uma ordem religiosa.
A tradição monástica está presente em várias religiões do planeta: Budismo, Jainismo, Taoismo, Lamaísmo e Cristianismo são algumas das que têm seguidores que adoptam a vida monástica.

## Na Igreja Católica
Os monges católicos, que podem ser comuns ou não.  
Na Idade Média, os membros do clero regular, do qual grande parte dos monges faziam parte (visto que existem também monges que são leigos), eram os mais instruídos da época. Os monges mais famosos da época eram os Beneditinos, que é uma ordem religiosa monástica criada por São Bento. O seu carisma caracterizava-se por aliar o trabalho à oração. Foram os grandes guardiões do conhecimento clássico, mediante as suas bem fornecidas bibliotecas e do seu trabalho de copistas. Também fomentaram o trabalho manual, nomeadamente na agricultura, tendo sido a sua presença e ação em muitas regiões da Europa fundamental para a introdução e desenvolvimento de novas culturas e processos técnicos, com grandes implicações ao nível do povoamento.